# Nenenia aurulenta
Nenenia aurulenta é uma espécie de cerambicídeo, endêmica da Austrália.

## Taxonomia
Em 1886, a espécie foi descrita por Pascoe, com base num holótipo encontrado em Melbourne, no estado australiano de Victoria.

## Biologia
Os adultos têm um comprimento que varia de 6 a 8 mm. Apresentam atividade durante o período de outubro a janeiro. Se hospedam nas plantas do gênero Acacia.

## Distribuição
A espécie é endêmica da Austrália, na qual ocorre no estado de Victoria.